# Sébastien Bisaillon
Sébastien Bisaillon (* 8. Dezember 1986 in Mont-Laurier, Québec) ist ein ehemaliger kanadischer Eishockeyspieler, der im Verlauf seiner aktiven Karriere zwischen 2003 und 2022 unter anderem 388 Spiele für die Diables Rouges de Briançon, Ducs d’Angers und Brûleurs de Loups de Grenoble in der französischen Ligue Magnus auf der Position des Verteidigers bestritten hat. Bisaillon, der insgesamt dreimal Französischer Meister wurde, absolvierte zudem zwei Partien für die Edmonton Oilers in der National Hockey League (NHL) und war eine Spielzeit für die Kassel Huskies in der Deutschen Eishockey Liga (DEL) aktiv.

## Karriere
Sébastien Bisaillon begann seine Karriere als Eishockeyspieler bei den Foreurs de Val-d’Or, für die er von 2003 bis 2007 in der kanadischen Juniorenliga Ligue de hockey junior majeur du Québec (LHJMQ) aktiv war. In diesem Zeitraum wurde er am 27. September 2006 als Free Agent von den Edmonton Oilers unter Vertrag genommen, für die er gegen Ende der Saison 2006/07 sein Debüt in der National Hockey League (NHL) gab. Dabei blieb er in zwei Spielen punkt- und straflos. In den folgenden beiden Spielzeiten lief der Verteidiger ausschließlich für deren Farmteams, die Springfield Falcons aus der American Hockey League (AHL) und Stockton Thunder aus der ECHL, auf.
Für die Saison 2009/10 erhielt Bisaillon einen Vertrag bei den Kassel Huskies aus der Deutschen Eishockey Liga (DEL). Dort war der Franko-Kanadier ein Spieljahr aktiv, ehe er nach Nordamerika zurückkehrte. Er verbrachte die Spielzeit 2010/11 bei den Wheeling Nailers in der ECHL. Danach wechselte Bisaillon abermals nach Europa. Dort schloss er sich für ein Jahr den Graz 99ers aus der österreichischen Erste Bank Eishockey Liga (EBEL) an. Danach war der Abwehrspieler die Saison 2012/13 vereinslos. Zur Saison 2013/14 kehrte er in den aktiven Spielbetrieb zurück und verbrachte die Saison bei den Diables Rouges de Briançon, mit denen er Französischer Meister wurde. Anschließend lief er eine Spielzeit für den Ligakonkurrenten Ducs d’Angers auf.
Mit Beginn der Saison 2015/16 war Bisaillon sieben Jahre für die Brûleurs de Loups de Grenoble aktiv. Mit dem Klub gewann er in den Jahren 2019 und 2022 jeweils die Französische Meisterschaft sowie im Jahr 2017 den Coupe de France. Im April 2022 beendete der 35-Jährige seine aktive Karriere.

## Erfolge und Auszeichnungen
| - 2014 Französischer Meister mit den Diables Rouges de Briançon - 2017 Coupe-de-France-Gewinn mit den Brûleurs de Loups de Grenoble - 2018 Französischer Vizemeister mit den Brûleurs de Loups de Grenoble | - 2019 Französischer Meister mit den Brûleurs de Loups de Grenoble - 2022 Französischer Meister mit den Brûleurs de Loups de Grenoble |

## Karrierestatistik
(Legende zur Spielerstatistik: Sp oder GP = absolvierte Spiele; T oder G = erzielte Tore; V oder A = erzielte Assists; Pkt oder Pts = erzielte Scorerpunkte; SM oder PIM = erhaltene Strafminuten; +/− = Plus/Minus-Bilanz; PP = erzielte Überzahltore; SH = erzielte Unterzahltore; GW = erzielte Siegtore; 1 Play-downs/Relegation; Kursiv: Statistik nicht vollständig)